# Kara Hayward

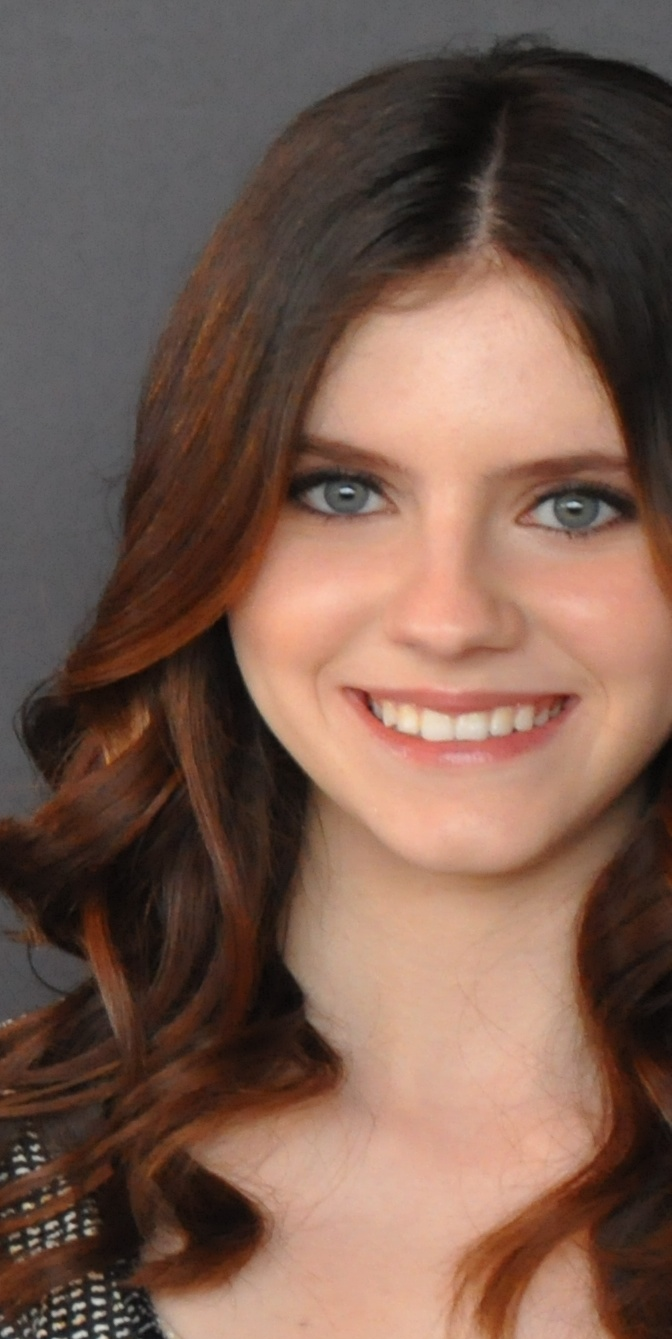
Kara Hayward (2012)

Kara Hayward (* 17. November 1998 in Andover, Massachusetts) ist eine US-amerikanische Schauspielerin. Bekannt ist sie durch ihre Rolle im Film Moonrise Kingdom (2012).

## Leben und Karriere
Kara Hayward wurde im November 1998 in Andover, einer Stadt im US-Bundesstaat Massachusetts, geboren und wuchs dort auf. Sie besucht eine öffentliche Schule außerhalb von Boston und machte erste Schauspielerfahrungen bei Theaterstücken während der Sommerakademie. Seit ihrem neunten Lebensjahr ist sie ein Mitglied von Mensa, einem Verein für Menschen mit hohem Intelligenzquotienten.
Im Alter von zwölf Jahren bekam sie ihre erste Rolle in Wes Andersons Filmkomödie Moonrise Kingdom, die im Mai 2012 die 65. Internationalen Filmfestspiele von Cannes eröffnete. Sie spielt dort neben Bruce Willis, Edward Norton, Bill Murray und Jared Gilman die Hauptrolle der Suzy Bishop, die sich in Sam Shakusky (gespielt von Gilman) verliebt und mit ihm in die Wildnis durchbrennt, woraufhin die Gemeinschaft die Verfolgung aufnimmt. Für diese Rolle wurde sie unter anderem bei den Young Artist Awards 2013 in der Kategorie Bester Hauptdarsteller in einem Spielfilm, bei den Critics’ Choice Movie Awards 2013 als Beste/r Jungdarsteller/in, sowie für den Phoenix Film Critics Society Award in der Kategorie Best Youth Performance in a Lead or Supporting Role – Female nominiert. Bei den MTV Movie Awards 2013 erhielt sie zusammen mit Gilman für ihren gemeinsamen Kuss eine Nominierung in der Kategorie Bester Filmkuss.
Im Anschluss an den Erfolg von Moonrise Kingdom übernahm Hayward Gastrollen in den Krimiserien Law & Order: Special Victims Unit und White Collar (beide 2013).

## Filmografie (Auswahl)
- 2012: Moonrise Kingdom
- 2013: Law & Order: Special Victims Unit (Fernsehserie, Episode 15x07)
- 2013: White Collar (Fernsehserie, Episode 5x05)
- 2014: The Sisterhood of Night
- 2016: Manchester by the Sea
- 2016: Paterson
- 2018: Isle of Dogs – Ataris Reise (Isle of Dogs, Stimme)
- 2019: To the Stars
- 2019: Wir (Us)
- 2020: Das Dilemma mit den sozialen Medien (The Social Dilemma)
- 2020: Drunk Bus
- 2020: The Shadow Diaries (Podcast, Stimme, 12 Episoden)
- 2022: Roar (Fernsehserie, Episode 1x08)
- 2022: Slayers